# برگووی (سرزمین آلتای)
برگووی (به لاتین: Beregovoy) یک منطقهٔ مسکونی در روسیه است که در سرزمین آلتای واقع شده‌است.